# K-PAX
K-PAX är en amerikansk science fictionfilmfrån 2001 i regi av Iain Softley, med Kevin Spacey, Jeff Bridges, Mary McCormack och Alfre Woodard i rollerna. Filmen är baserad på boken K-PAX av Gene Brewer.

## Handling
Filmen handlar om en person på ett mentalsjukhus som hävdar att han är en utomjording.

## Rollista
| Kevin Spacey        | – Prot                |
| Jeff Bridges        | – Dr. Mark Powell     |
| Mary McCormack      | – Rachel Powell       |
| Alfre Woodard       | – Dr. Claudia Villars |
| David Patrick Kelly | – Howie               |
| Saul Williams       | – Ernie               |
| Peter Gerety        | – Sal                 |
| Celia Weston        | – Doris Archer        |
| Ajay Naidu          | – Dr. Chakraborty     |
| Tracy Vilar         | – Maria               |
| Melanee Murray      | – Bess                |
| John Toles-Bey      | – Russell             |
| Kimberly Scott      | – Joyce Trexler       |
| Conchata Ferrell    | – Betty McAllister    |
| Vincent Laresca     | – Navarro             |